# 牧马镇
牧马镇，是中华人民共和国四川省眉山市彭山区曾经下辖的一个镇。2019年12月，撤销锦江乡和牧马镇，设立锦江镇，以原锦江乡和原牧马镇所属行政区域为锦江镇的行政区域。

## 行政区划
牧马镇撤销前下辖以下地区：
毛家渡社区、白鹤村、官厅村、天宫村、武阳村和莲花村。